# Friedhof Wilten

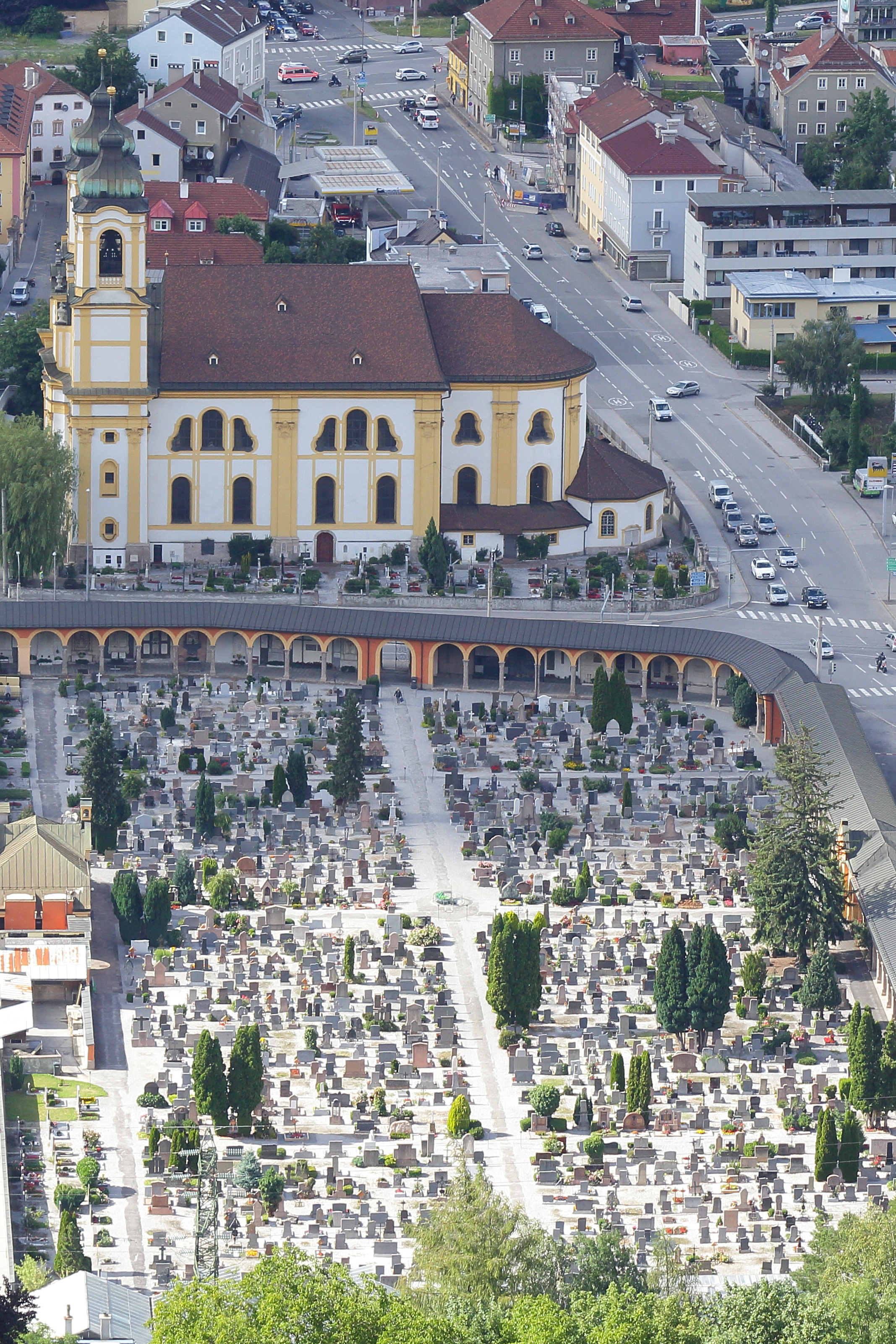
Der Friedhof Wilten, dahinter die vom Pfarrfriedhof Wilten umgebene Wiltener Basilika

Der Friedhof Wilten befindet sich in Wilten, einem am Fuße des Bergisels gelegenen Stadtteil von Innsbruck. Er untersteht der Verwaltung des Prämonstratenser-Stiftes Wilten und zählt zu den größten Friedhöfen in Innsbruck. Als Gemeindefriedhof enthält er viele sehenswerte Denkmäler bekannter Innsbrucker Familien. Der Friedhof steht unter Denkmalschutz (Listeneintrag).
Der Friedhof Wilten sollte nicht verwechselt werden mit dem benachbarten, aber um ein Vielfaches kleineren und direkt rund um die Wiltener Basilika gelegenen Pfarrfriedhof, welcher der Verwaltung der Pfarre Wilten untersteht und vom hier behandelten Friedhof durch die Pastorstraße getrennt ist. Ebenfalls im Stadtteil Wilten befindet sich der Westfriedhof, der vom  Magistrat der Stadt Innsbruck betreut wird.

## Geschichte
In den Jahren 1876/1877, als der rund um die Wiltener Pfarrkirche gelegene Pfarrfriedhof zu klein wurde, erwarb  die – damals noch selbständige – politische Gemeinde Wilten das südlich der Pfarrkirche gelegene Grundstück und errichtete dort den Neuen Wiltener Friedhof. Das vom Stift Wilten angekaufte Areal wurde als Camposanto mit vier Grabfeldern gestaltet, zudem wurden die nördlichen Arkaden errichtet.
Gegen Ende des 19. Jahrhunderts (1885) kaufte das Stift Wilten das Areal samt dem Friedhof zurück und begann mit der Errichtung der östlichen Arkaden sowie mit dem Bau einer Aufbahrungs- und Einsegnungshalle. Diese 1890 fertiggestellte Totenkapelle befindet sich an der Westseite des Friedhofs; sie wurde 1958 nach Plänen von Hubert Prachensky umgebaut.
Anlässlich der olympischen Winterspiele 1964 wurden die nördlichen sowie ein Teil der östlichen Friedhofsarkaden abgerissen und einige Meter weiter südlich als rundbogige Arkaden mit Brecciepfeilern und Satteldächern neu errichtet; mit dem so gewonnenen Platz wurde die Pastorstraße verbreitert.
Im Jahre 1978 wurde die Aufbahrungshalle vergrößert. 1990 wurden auf dem Friedhof Wilten ein Urnenhain sowie eine Verabschiedungspforte gebaut.
Vom nahen Bergisel mit dem Kaiserjägermuseum und der Bergiselschanze hat man einen guten Blick auf das Stift, die gegenüber liegende Wiltener Basilika und den davor liegenden Friedhof Wilten.

## Auf dem Friedhof bestattete Persönlichkeiten
- Friedel Auer-Miehle (1914–2004), Malerin
- Gerhard Daum (1931–2013), Architekt
- Franz Greiter (1896–1978), Rechtsanwalt
- Josef Hofinger (1901–1990), Bibliothekar
- Friedrich Maassen (1823–1900), Jurist
- Ferdinand Peche (1820–1898), Mathematiker und Physiker
- Dominikus Trenkwalder (1841–1897), Bildhauer
- Hans Vonmetz (1905–1975), Bildhauer

## Ansichten

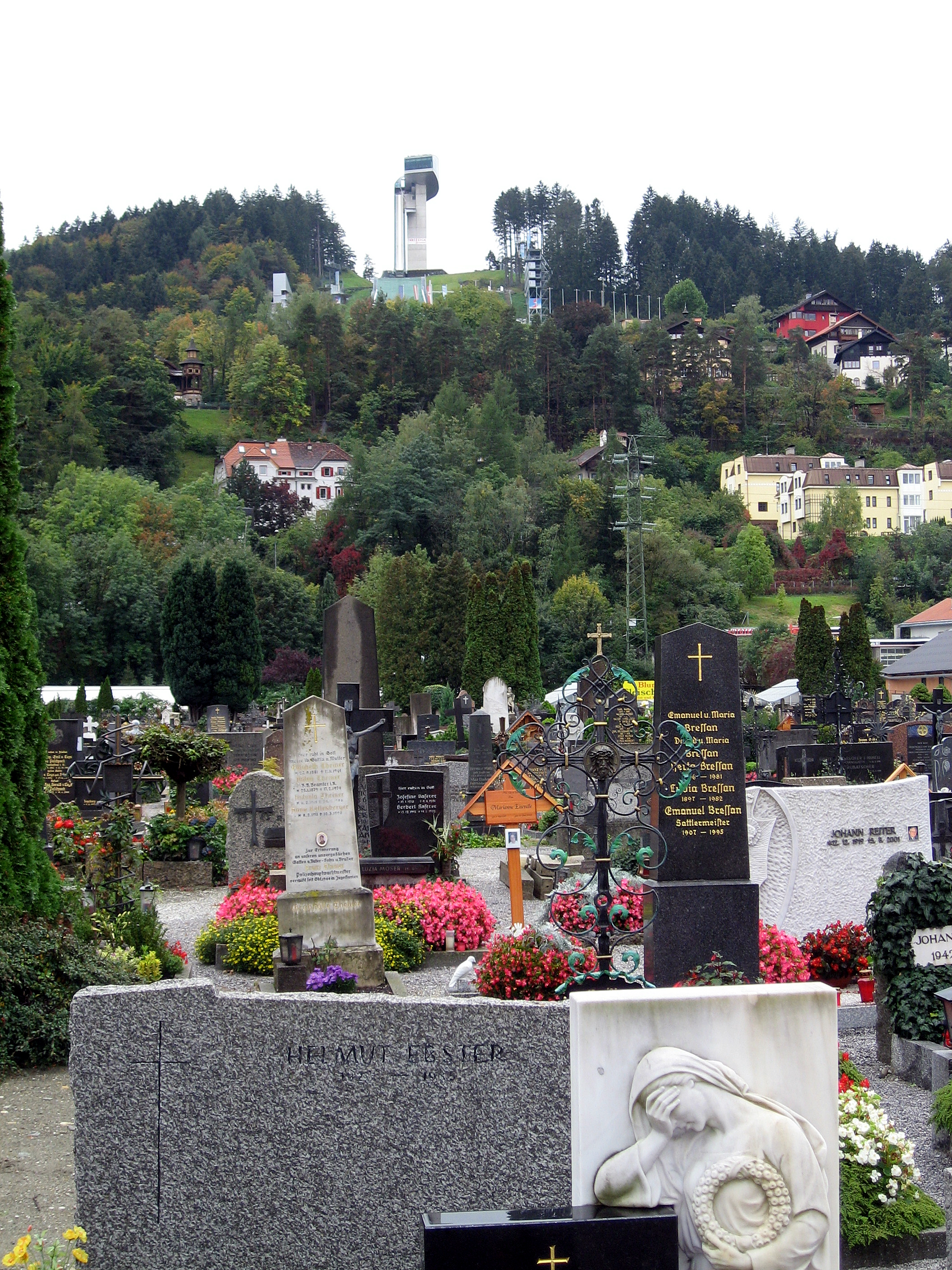
Blick zum Bergisel
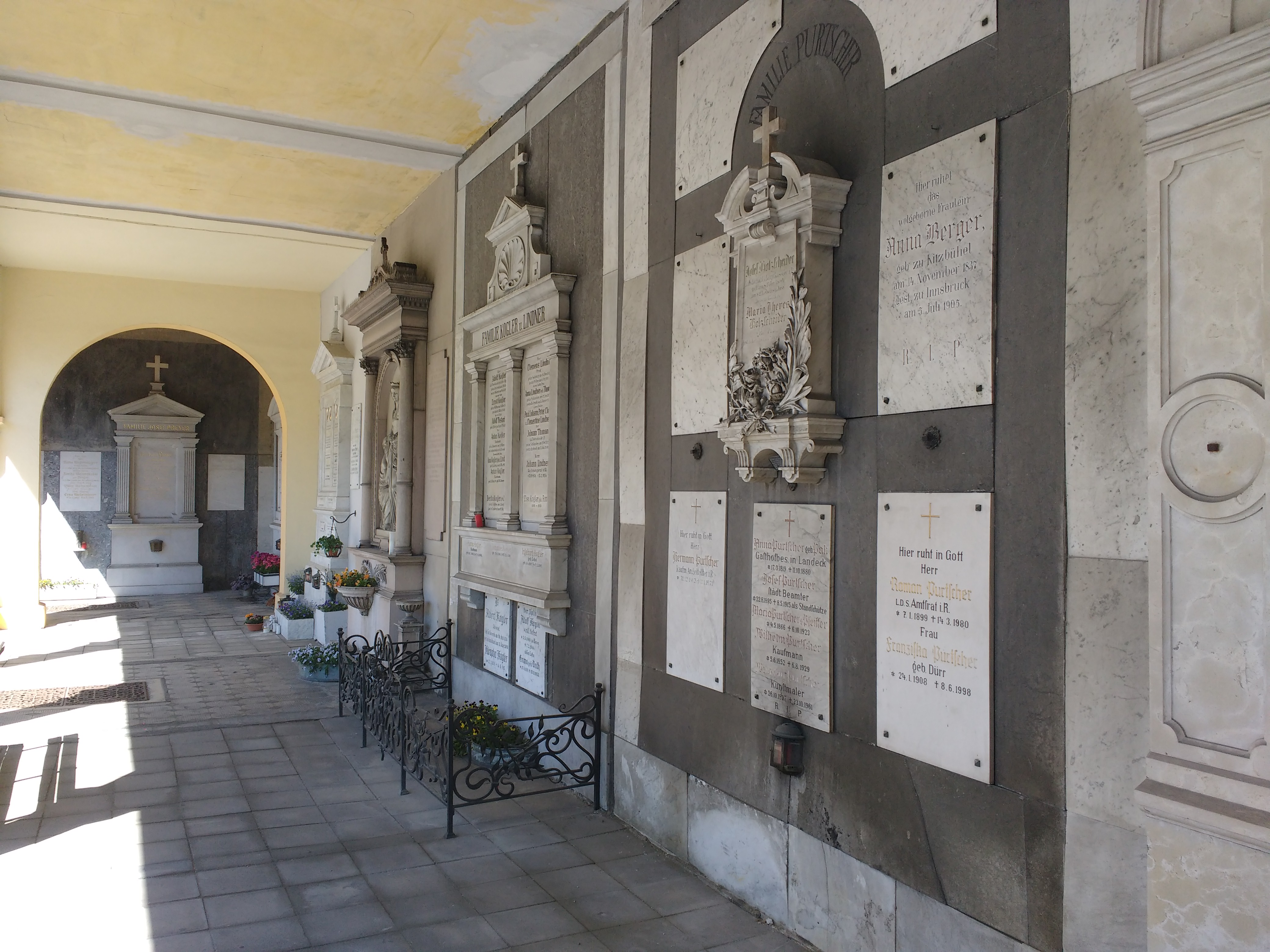
Arkadengang
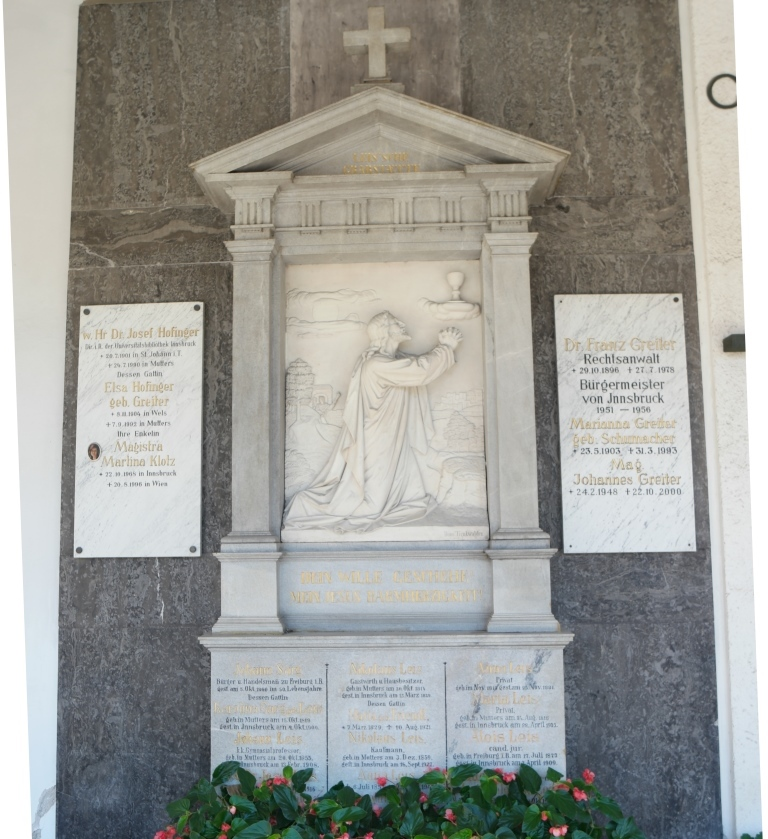
Grab Josef Hofingers
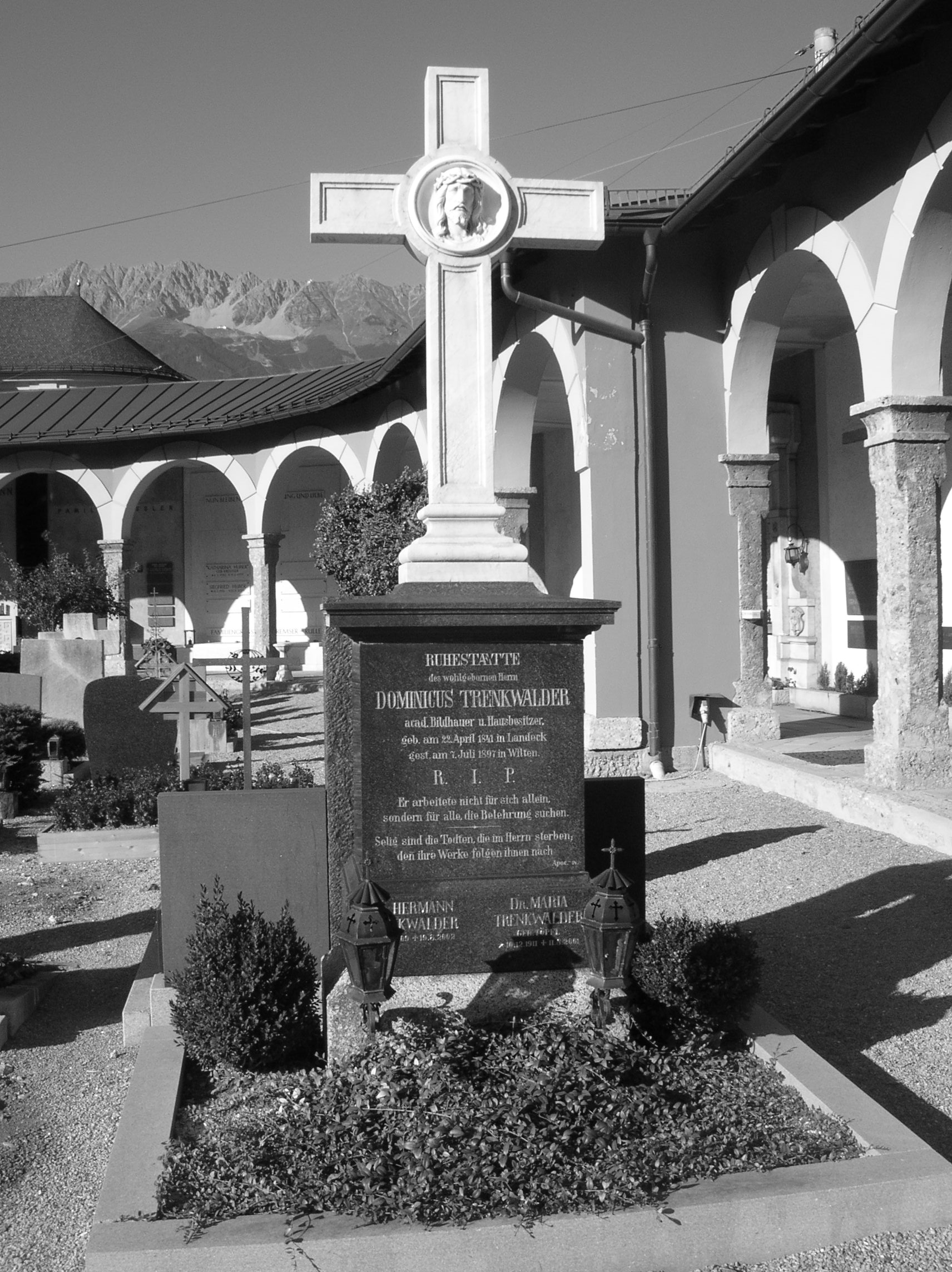
Grab Dominikus Trenkwalders